# Porcellio gallicus
Porcellio gallicus är en kräftdjursart som beskrevs av Dollfus 1904. Porcellio gallicus ingår i släktet Porcellio och familjen Porcellionidae. Inga underarter finns listade i Catalogue of Life.